# TD Garden
Der TD Garden ist eine Mehrzweckhalle in der US-amerikanischen Stadt Boston im Bundesstaat Massachusetts. Er ist die sportliche Heimat der Eishockeymannschaft der Boston Bruins aus der National Hockey League (NHL) und der Basketballmannschaft der Boston Celtics aus der National Basketball Association (NBA).

## Geschichte
Der Bau begann am 29. April 1993. Rund zweieinhalb Jahre später war der neue Garden fertiggestellt. Bei seiner Eröffnung am 30. September 1995 war der Name des Mehrzweckarena noch Fleet Center, direkt erbaut neben dem legendären Boston Garden, der durch das Fleet Center abgelöst wurde. Maximal finden 19.580 Zuschauer Platz im Garden. Zu Basketballspielen sind es 19.156 und bei Eishockeyspielen sind es 17.850 Zuschauer. Sie bietet ferner 90 Suiten, 1100 Club-Sitze, sieben Aufzüge, 13 Rolltreppen und 47 Verkaufsstände, davon sind fünf Stände mobil. Entworfen wurde die Arena vom Architekturbüro Ellerbe Becket, Inc., das auch zahlreiche andere Stadien plante. Das ausführende Bauunternehmen war Morse Diesel International. Es wurden 8100 Tonnen Baustahl verbaut. Die Halle ist 468 Fuß (142,65 Meter) lang, 300 Fuß breit (91,44 Meter) und 162 Fuß (49,38 Meter) hoch. Der von Delaware North – Boston, einer Tochtergesellschaft von Delaware North aus dem Gastgewerbe, privatfinanzierte und betriebene Bau kostete 160 Millionen US-Dollar. Im Gebäude befindet sich außerdem der Schalter- und Wartebereich des Bahnhofs North Station, deren Gleisfeld sich nördlich an die Halle anschließt.

### Name
Während der Bauzeit wurde die Shawmut Bank Namenssponsor der Halle. Der hartnäckigste Konkurrent beim Bieten war die Fleet Bank. Ironischerweise übernahm die Fleet Bank noch vor Fertigstellung der Arena die Shawmut Bank und hatte damit quasi gegen sich selbst geboten. Noch kurz vor Eröffnung mussten die Sitze, die schon mit dem Logo von Shawmut versehen waren, ausgetauscht werden. Nachdem die FleetFinancial Group mit der Bank of America fusionierte, kaufte sich das Unternehmen zum 31. Dezember 2004 aus dem Vertrag frei. Die Delaware North Companies konnten die Rechte neu verkaufen. Den Zuschlag bekam am 3. März 2005 die TD Banknorth, der regionale Ableger der Toronto-Dominion Bank. In der Zwischenzeit wurden die Sponsoringrechte für 30 einzelne Tage auf eBay verkauft. Durch die Versteigerung konnten 150.633,22 US-Dollar eingenommen werden.
Der seit dem 1. Juli 2005 laufende Sponsoringvertrag über 20 Jahre wurde am 12. Januar 2023 um weitere 20 Jahre bis 2045 verlängert. Über das finanzielle Volumen der Vereinbarung wurden keine Angaben gemacht. Laut der Zeitung Boston Globe sollen die jährlichen Zahlungen wahrscheinlich über den bisherigen sechs Mio. US-Dollar (rund 5,53 Mio. Euro) des alten Vertrags liegen.

## Galerie

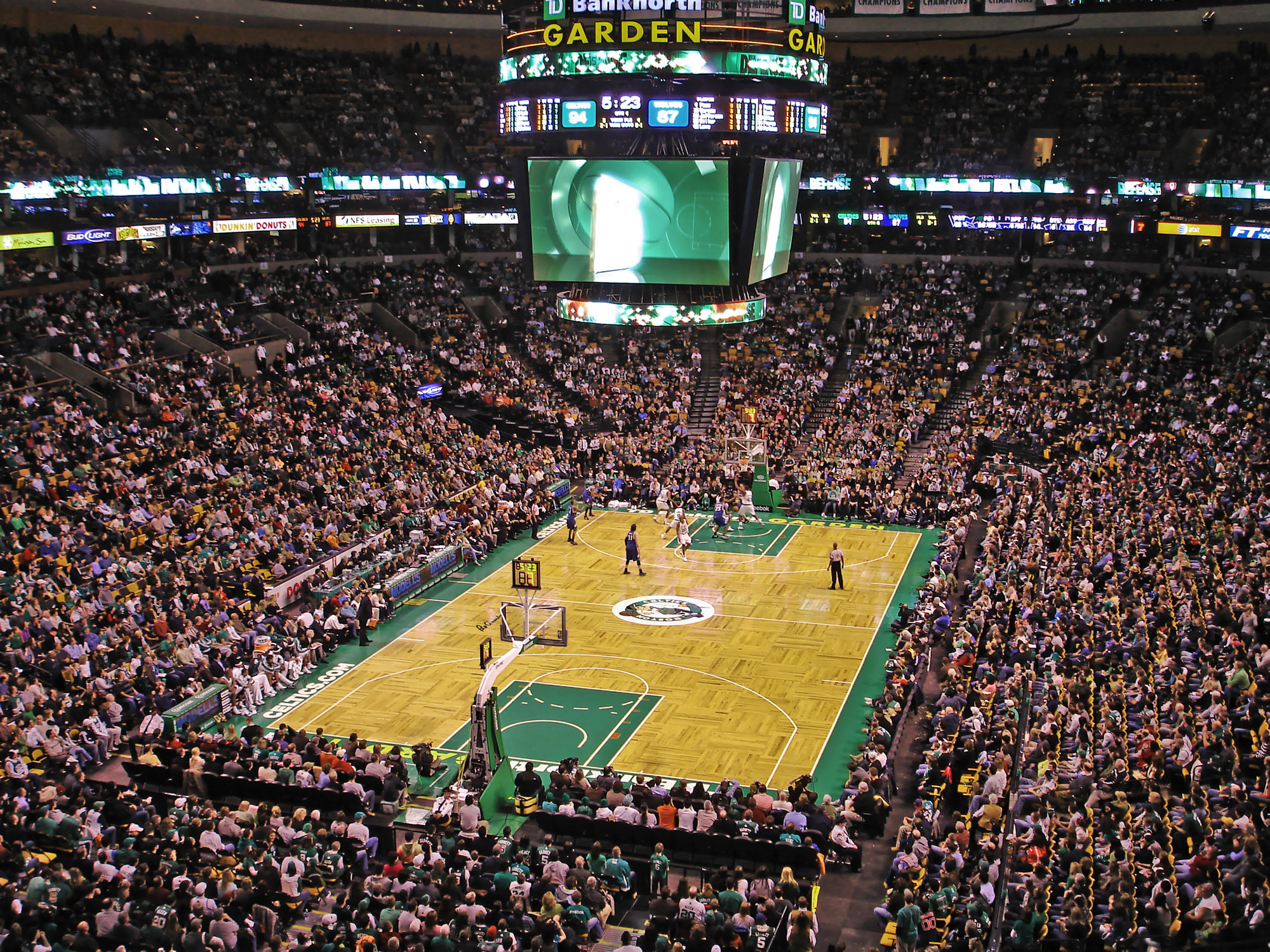
Spiel der Celtics gegen die Minnesota Timberwolves am 1. Februar 2009
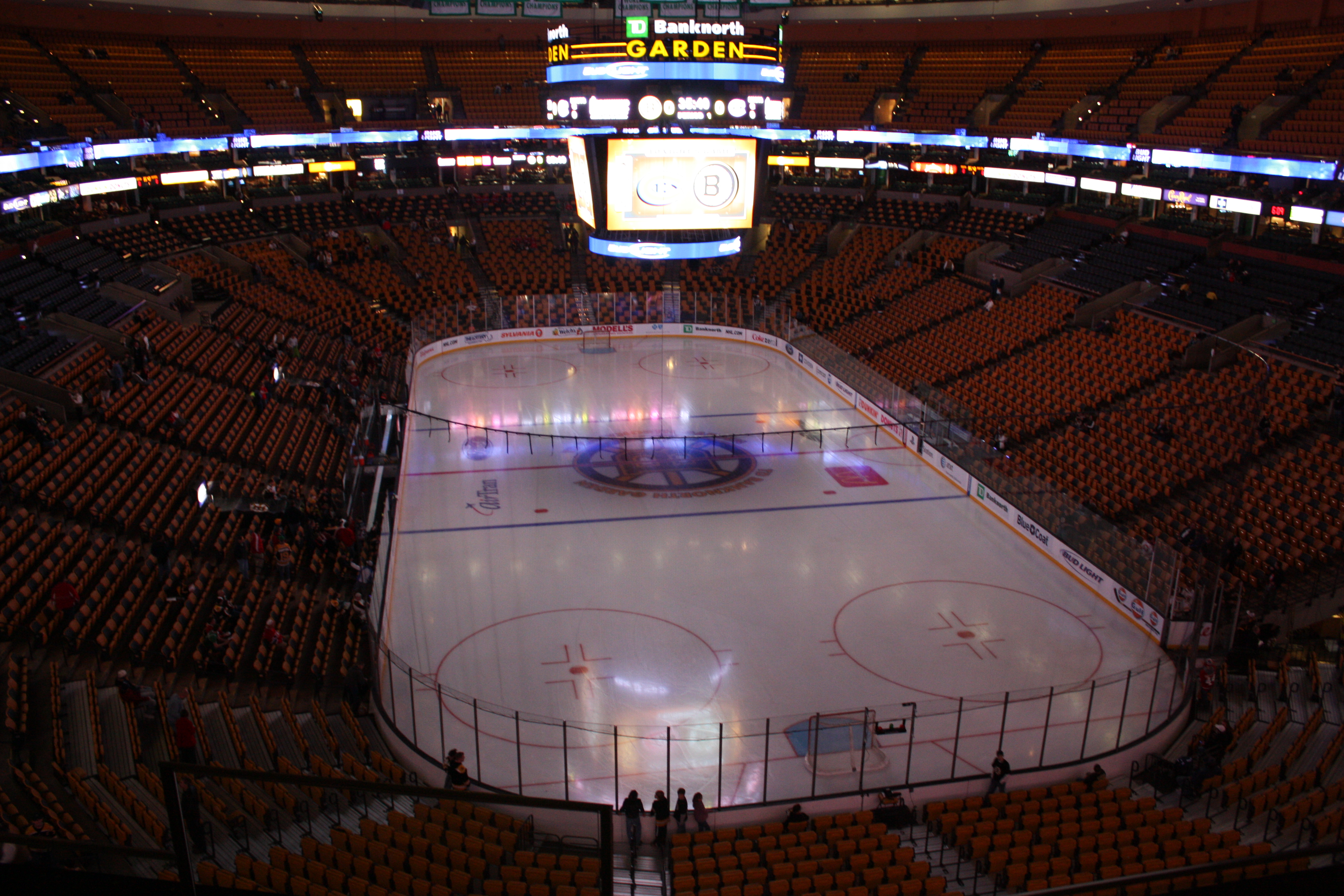
Innenraum vor einem Spiel der Bruins gegen die Canadiens de Montréal
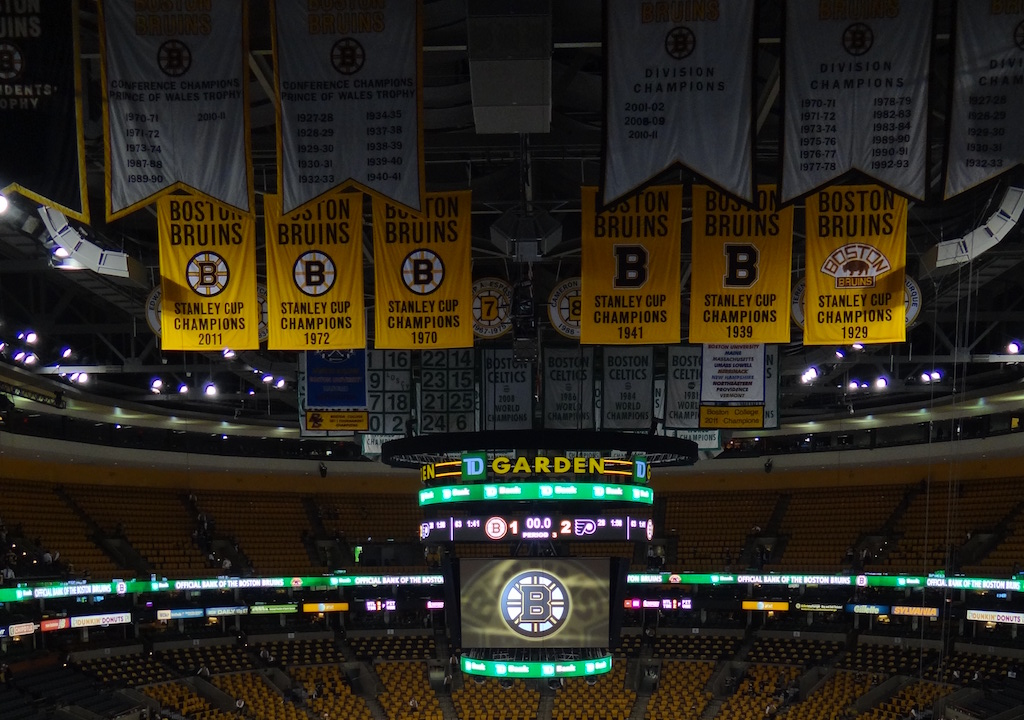
Die Meisterbanner der Bruins unterm Hallendach
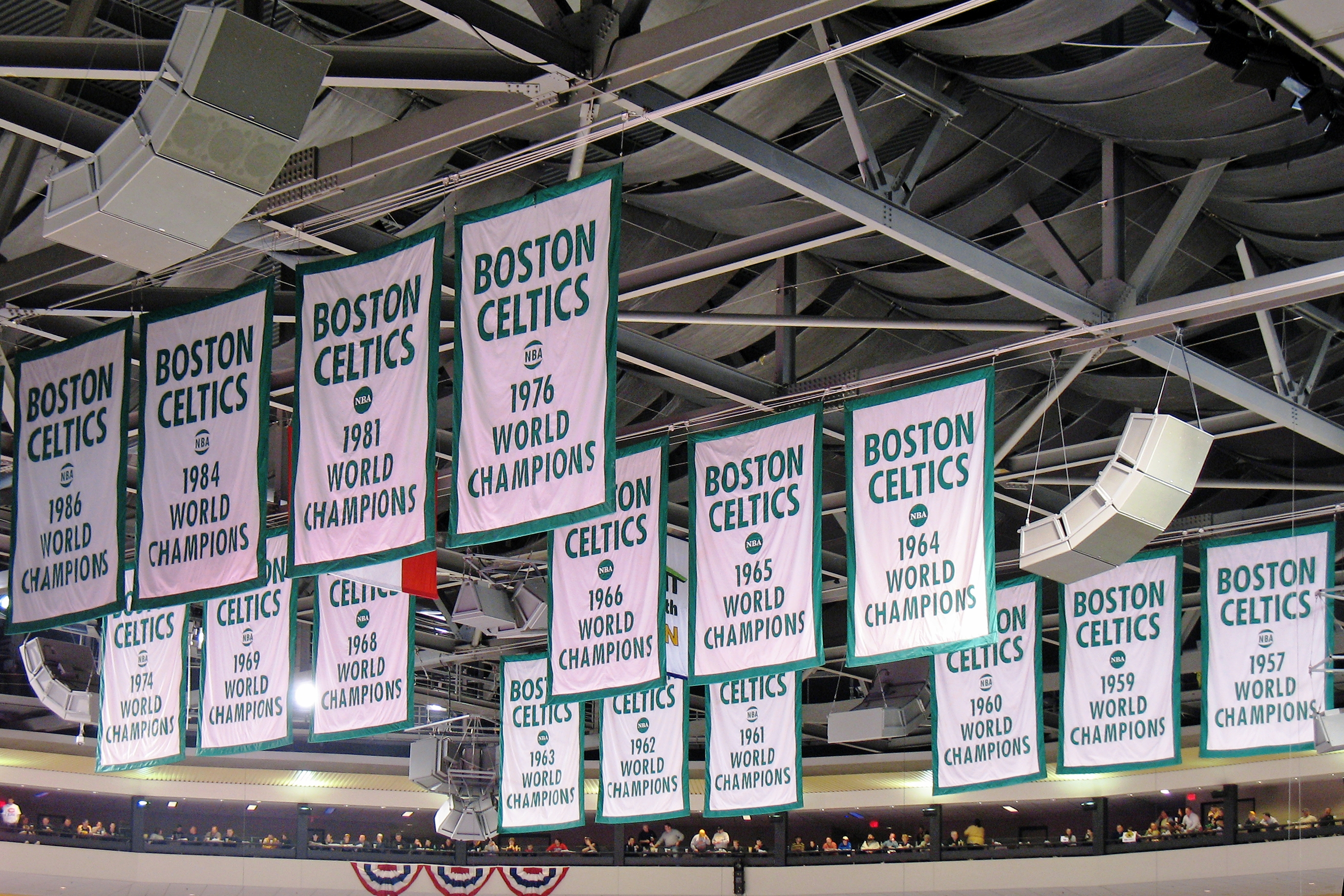
Die Meisterbanner der Celtics unterm Hallendach
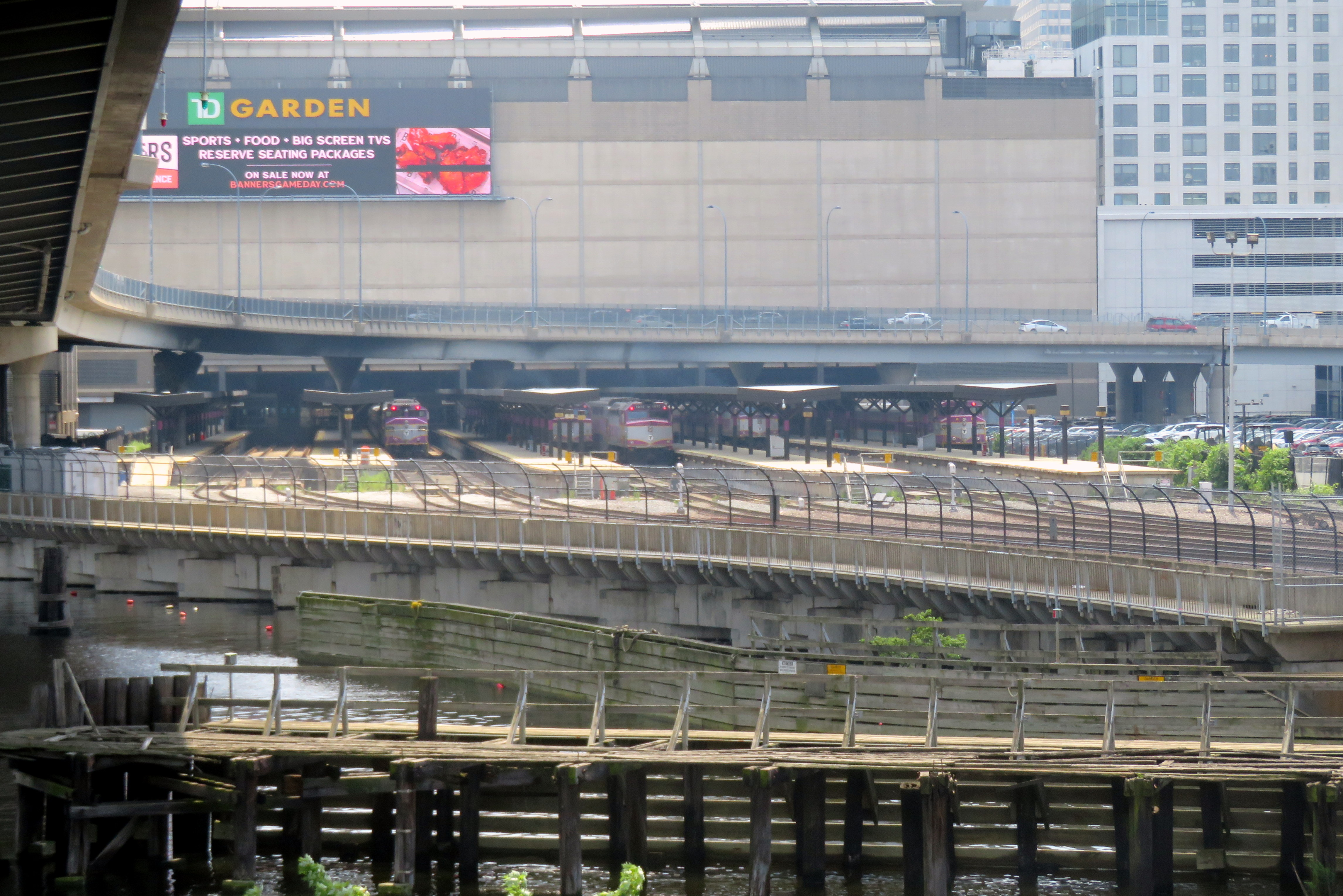
Züge der MBTA Commuter Rail an der North Station im Juli 2021